# Laonome (Tochter des Amphitryon)
Laonome (altgriechisch Λαονόμη Laonómē), die Tochter des Amphitryon und der Alkmene, ist eine Gestalt der griechischen Mythologie.
Laonome war eine Schwester des Herakles und mit einem Argonauten vermählt; je nach Legende war sie die Gattin von Euphemos, der auf dem Meer zu wandeln konnte, oder von Polyphemos aus Larisa, dem Sohn des Lapithen Elatos.